# The Touch of a Child (film 1913)
The Touch of a Child è un cortometraggio muto del 1913. Il nome del regista non viene riportato nei credit del film che, prodotto dalla Selig, si basa su una storia di Nellie Browne Duff.

## Produzione
Il film fu prodotto dalla Selig Polyscope Company.

## Distribuzione
Distribuito dalla General Film Company, il film - un cortometraggio in una bobina - uscì nelle sale cinematografiche statunitensi il 19 novembre 1913.